# سروف (شهر)
شهر سروف (به روسی: Серов) در کشور روسیه و در اوبلاست سوردلوفسک واقع شده‌است.